# Одрадне (Криворізький район)
Одра́дне — село в Україні, у Широківській селищній громаді Криворізького району Дніпропетровської області. 
Населення — 143 мешканця.

## Географія
Село Одрадне знаходиться на відстані 1,5 км від сіл Оленівка та Подидар. По селу протікає пересихаючий струмок з загатою.

## Населення

### Мова
Розподіл населення за рідною мовою за даними перепису 2001 року:
| Мова            | Відсоток |
| --------------- | -------- |
| українська      | 90,2 %   |
| російська       | 8,4 %    |
| інші/не вказали | 1,4 %    |

## Інтернет-посилання
- Погода в селі Одрадне

1. ↑  Рідні мови в об'єднаних територіальних громадах України — Український центр суспільних даних